# St. Anna (Waltringhausen)

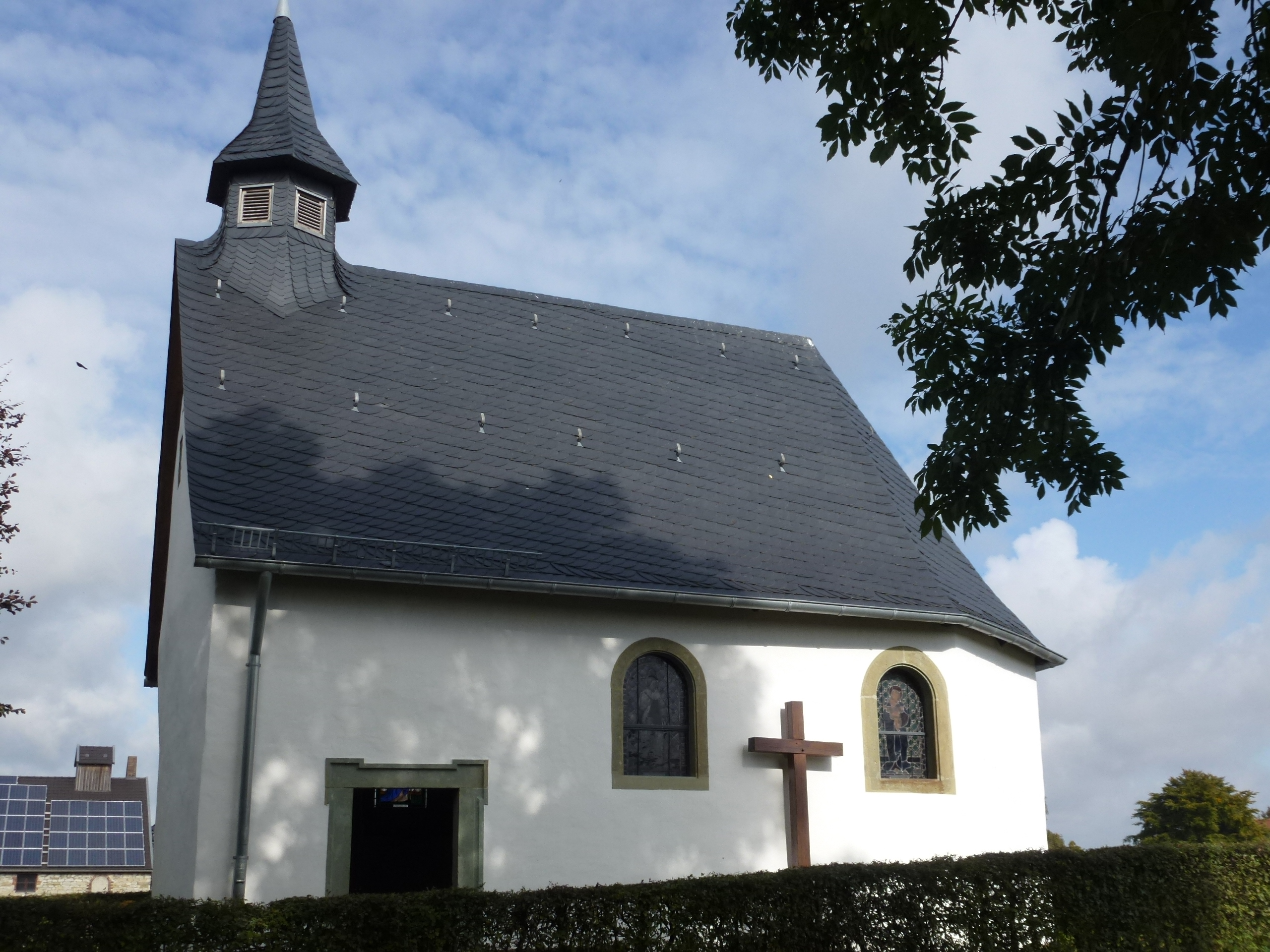
Außenansicht der St.-Anna-Kapelle

Die katholische Kapelle St. Anna ist ein denkmalgeschütztes Kirchengebäude in Waltringhausen, einem Ortsteil von Anröchte im Kreis Soest (Nordrhein-Westfalen).

## Geschichte und Architektur
Die Kapelle ist ein verputzter Saal von zwei Jochen. Der Chor schließt dreiseitig. Der Eingang befindet sich an der Südseite. Laut einer Inschrift am Chorschenkel wurde sie 1696 erneuert. Die Reliefplatte an der Westseite mit einer Darstellung der Hl. Walburga, als Patronin des gleichnamigen Stifts in Soest, ist der einzig verbliebene Hinweis auf das Augustinerinnenkloster Annenborn in Waltringhausen, das 1408 in diesem Stift aufging. Die Balkendecke im Inneren ist stuckiert. Die Farbfenster wurden 1868 gestiftet. Dem Gebäude wurde ein Dachreiter aufgesetzt.

## Ausstattung
- Ein Barockaltar von 1714 von Phillipp Wasserfall aus Hirschberg
- Figuren auf dem Altar von dem Bildhauer Heusen
- Eine Muttergottes aus Holz vom zweiten Viertel des 13. Jahrhunderts. Die ursprüngliche Fassung ist erhalten. Die Figur ist ein Kultbild mit streng symmetrischem Aufbau.[2]